# Michael Freilich
Michael Freilich, né le 17 avril 1980 à Anvers, est un homme politique belge membre de la Nieuw-Vlaamse Alliantie. 
Il est député à la Chambre des représentants du Parlement fédéral belge.

## Biographie
Il est pendant douze ans le rédacteur en chef du mensuel anversois Joods Actueel.
Il rejoint la Nieuw-Vlaamse Alliantie en janvier 2019. Il explique s'engager en politique en raison de la décision d'interdire la Shehita sur laquelle il souhaite revenir. Le pacte de Marrakech et la menace terroriste ont également motivé sa décision.
En cinquième position sur la liste N-VA, il est élu avec 13 000 voix lors des élections législatives fédérales belges de 2019. C'est la première fois qu'un Juif orthodoxe est élu à ce poste.
Il est réélu député fédéral en 2024.

## Prises de positions
Il demande au Vlaams Belang de prendre ses distances de sympathisants nazis et négationnistes au sein de ce parti.